# Cyrtodactylus deveti
Cyrtodactylus deveti är en ödleart som beskrevs av  Leo Daniël Brongersma 1948. Cyrtodactylus deveti ingår i släktet Cyrtodactylus och familjen geckoödlor. IUCN kategoriserar arten globalt som otillräckligt studerad. Inga underarter finns listade i Catalogue of Life.